# Crinia nimbus
Crinia nimbus es una especie  de anfibios de la familia Myobatrachidae.

## Distribución geográfica
Se encuentra Australia.